# Уровень субъективного контроля
Уровень субъективного контроля (У С К) — методика, предназначенная для диагностики интернальности — экстернальности, то есть степени готовности человека брать на себя ответственность за то, что происходит с ним и вокруг него. Разработана на основе шкалы Дж. Роттера в НИИ им. Бехтерева и опубликована Е. Ф. Бажиным, Е. А. Голынкиным, А. М. Эткиндом в 1984 году.

## Описание методики
Опросник УСК состоит из 44 пунктов.
В целях повышения достоверности результатов опросник сбалансирован по следующим параметрам:
1. По интернальности-экстернальности — половина из пунктов опросника сформулирована таким образом, что положительный ответ на них дадут люди с интернальным УСК, а другая половина сформулирована так, что положительный ответ на неё дадут люди с экстернальным УСК;
2. По эмоциональному знаку — равное количество пунктов опросника описывают эмоционально позитивные и эмоционально негативные ситуации;
3. По направлению атрибуций — равное количество пунктов сформулировано в первом и третьем лице.

Обработка результатов проводится в несколько этапов:
1. С помощью ключа подсчитываются «сырые» баллы по каждой шкале.
2. «Сырые» баллы переводятся в стэны[неизвестный термин].
3. Полученные стэны[неизвестный термин] заносятся в «Профиль УСК».

## Шкалы
Обработку заполненных ответов следует проводить по приведенным ниже ключам, суммируя совпадающие с ключом ответы. К опроснику УСК прилагается семь ключей, соответствующих семи шкалам:
- Шкала общей интернальности (Ио) Высокий показатель по этой шкале соответствует высокому уровню субъективного контроля над любыми значимыми ситуациями. Такие люди считают, что большинство важных событий в их жизни было результатом их собственных действий, что они могут ими управлять и, следовательно, берут на себя ответственность за свою жизнь в целом. Низкий показатель по шкале Ио соответствует низкому уровню субъективного контроля. Такие люди не видят связи между своими действиями и значимыми событиями, которые они рассматривают как результат случая или действия других людей. Для определения УСК по данной шкале необходимо помнить, что максимальное значение показателя по ней равно 44, а минимальное — 0.
- Шкала интернальности в области достижений (Ид) Высокий показатель по этой шкале соответствует высокому уровню субъективного контроля над эмоционально положительными событиями. Такие люди считают, что всего самого хорошего в своей жизни они добились сами и что они способны с успехом идти к намеченой цели в будущем. Низкий показатель по шкале Ид свидетельствует о том, что человек связывает свои успехи, достижения и радости с внешними обстоятельствами — везением, счастливой судьбой или помощью других людей. Максимальное значение показателя по этой шкале равно 12, минимальное — 0.
- Шкала интернальности в области неудач (Ин) Высокий показатель по этой шкале говорит о развитом чувстве субъективного контроля по отношению к отрицательным событиям и ситуациям, что проявляется в склонности обвинять самого себя в разнообразных неприятностях и неудачах. Низкий показатель свидетельствует о том, что человек склонен приписывать ответственность за подобные события другим людям или считать их результатами невезения. Максимальное значение Ин — 12, минимальное — 0.
- Шкала интернальности в семейных отношениях (Ис) Высокий показатель Ис означает, что человек считает себя ответственным за события, происходящие в его семейной жизни. Низкий Ис указывает на то, что субъект считает своих партнеров причиной значимых ситуаций, возникающих в его семье. Максимальное значение Ис — 10, минимальное — 0.
- Шкала интернальности в области производственных отношений (Ип) Высокий Ип свидетельствует о том, что человек считает себя, свои действия важным фактором организации собственной производственной деятельности, в частности, в своем продвижении по службе. Низкий Ип указывает на склонность придавать более важное значение внешним обстоятельствам — руководству, коллегам по работе, везению — невезению. Максимум Ип — 8, минимум — 0.
- Шкала интернальности в области межличностных отношений (Им) Высокий показатель по Им свидетельствует о том, что человек чувствует себя способным вызывать уважение и симпатию других людей. Низкий Им указывает на то, что субъект не склонен брать на себя ответственность за свои отношения с окружающими. Максимальное значение Им — 4, минимальное — 0.
- Шкала интернальности в отношении здоровья и болезни (Из) Высокий показатель Из свидетельствует о том, что человек считает себя во многом ответственным за своё здоровье и полагает, что выздоровление зависит преимущественно от его действий. Человек с низким Из считает здоровье и болезнь результатом случая и надеется на то, что выздоровление придет в результате действий других людей, прежде всего врачей. Максимальное значение Из — 4, минимальное — 0.